# 張曉風
張曉風（1941年3月29日—），筆名曉風、桑科、可叵，籍貫江蘇銅山，生於浙江金華，成長於臺灣臺北市、屏東縣。畢業於東吳大學中文系，曾任教於東吳大學、香港浸會學院、國立陽明大學。著作以散文著名，兼及小說、戲劇、雜文。亦關心國文教育、環保。曾當選立法委員，後辭職，現為親民黨環保、文化高級顧問。
張曉風創作過散文、新詩、小說、戲劇、雜文等多種不同的體裁，以散文最為著名。其散文《我交給你們一個孩子》被列為2013年香港中學文憑試中文科卷一的白話文閱讀篇章。詩人兼散文家余光中曾在《你還沒有愛過》一書的序中譽之為「亦秀亦豪的健筆」。

## 早年
出生於浙江金華，八歲隨父母遷台，畢業於台灣東吳大學中國文學系。曾任教東吳大學、香港浸會學院、國立陽明大學。她是中山文藝獎、國家文藝獎、吳三連文藝獎、中國時報文學獎、聯合報文學獎得主，十大傑出女青年。散文《炎涼》（收錄於《你的側影好美》）曾入選台灣中學的中文教科書。

## 立法委員
2011年11月親民黨將張曉風列入2012年中華民國立法委員選舉不分區立法委員提名名單，2012年1月14日因親民黨的得票率跨過5%的門檻，當選中華民國第八屆立法委員。
張曉風以文學家身分出任立委，上任後接連有「一國兩域」、「陸委會是民間單位」、「到新疆種樹防沙塵暴」等爭議性言論，2013年3月17日，張曉風辭任立委，遺缺由陳怡潔接任。

## 事件及言論

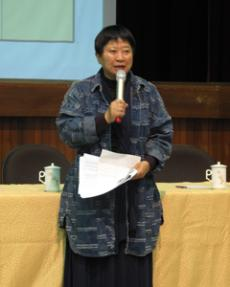
張曉風呼籲政府不要毀壞202兵工廠綠地

- 2010年5月4日為了捍衛202兵工廠沼澤綠地，以標題「報告總統，我可以有兩片肺葉嗎？」投書聯合報[6][7][8]。2010年5月15日再發表「打虎還靠親兄弟」 一文[9]。5月16日張曉風在記者會上提到，她有接到恐嚇電話打算對她不利。她唱起基督教聖詩《神啊！求你鑒察我》向上帝禱告，並且表示「一寸山河，就是我的一寸肉。」[10]

- 2012年3月23日，張曉風因在立法院進行質詢時提出剩女論，提出台灣男人現在大多娶外籍女人，並認為台灣有那麼多好女人，為何台灣男人不娶，要求給予這些剩女補助[11]；此話一出引起各界嘩然，包含婦女團體到立法院要求張曉風道歉，某些網路評論則批評張曉風是「晉惠帝曰何不食肉糜」，因在台灣女權主義的崛起，許多女性擁有經濟自由，故大部分已不需依靠男性，並不視婚姻為終身大事；現代社會，婚姻不是必走之路，拒婚的男女多的是；單獨把「不婚女性」放大檢視，還把外籍配偶打成搶走男人的反派角色，責怪男人不愛國產女性實在是太過簡化整個現象，無法看到現代社會的全貌。而張曉風面對婦團的抗議時堅決認為自己沒有錯[11][12][13]。

- 2012年3月26日張曉風指虱目魚外銷中國大陸成果不佳，應該要改名「鄭成功魚」或「啥魚」來搶攻市場，引來漁民反彈[14][15]。